# Optique
Pour les articles homonymes, voir Optique (homonymie).
L'optique est la branche de la physique qui traite de la lumière, de son comportement et de ses propriétés, du rayonnement électromagnétique à la vision en passant par les systèmes utilisant ou émettant de la lumière. Du fait de ses propriétés ondulatoires, le domaine de la lumière peut couvrir le lointain UV jusqu'au lointain IR en passant par les longueurs d'onde visibles. Ces propriétés recouvrent alors le domaine des ondes radio, micro-ondes, des rayons X et des radiations électromagnétiques.
La plupart des phénomènes optiques peuvent être expliqués en utilisant la description électromagnétique classique. Cependant, cette description, bien que complète, est souvent difficile à appliquer en pratique : on utilise plus souvent des modèles simplifiés. Le plus commun d'entre eux, l'optique géométrique, considère la lumière comme un ensemble de rayons voyageant en ligne droite et qui s'incurvent quand ils traversent ou se réfléchissent sur des surfaces. L'optique physique est un modèle plus complet, incluant les effets ondulatoires comme la diffraction et les interférences, qui ne sont pas prises en compte dans le modèle géométrique. Historiquement, le modèle basé sur les rayons a été développé en premier, suivi par le modèle ondulatoire. Des progrès dans la théorie électromagnétique au cours du XIXe siècle ont conduit à la découverte du fait que la lumière est un rayonnement électromagnétique.
Certains phénomènes dépendent du fait que la lumière possède à la fois des propriétés corpusculaires et des propriétés ondulatoires. L'explication de ces effets est possible grâce à la mécanique quantique. Lorsqu'on considère la lumière comme une particule, on peut la modéliser comme un ensemble de photons. L'optique quantique traite de l'application de la mécanique quantique aux systèmes optiques.
L'optique trouve des applications et est étudiée dans beaucoup de domaines, incluant l'astronomie, différents champs de l'ingénierie, la photographie ou encore la médecine. Les applications pratiques de l'optique peuvent se retrouver dans un grand nombre de technologies et d'objets du quotidien comme les miroirs, les lentilles, les lasers, la fibre optique, les microscopes ou encore les télescopes optiques.

## Introduction

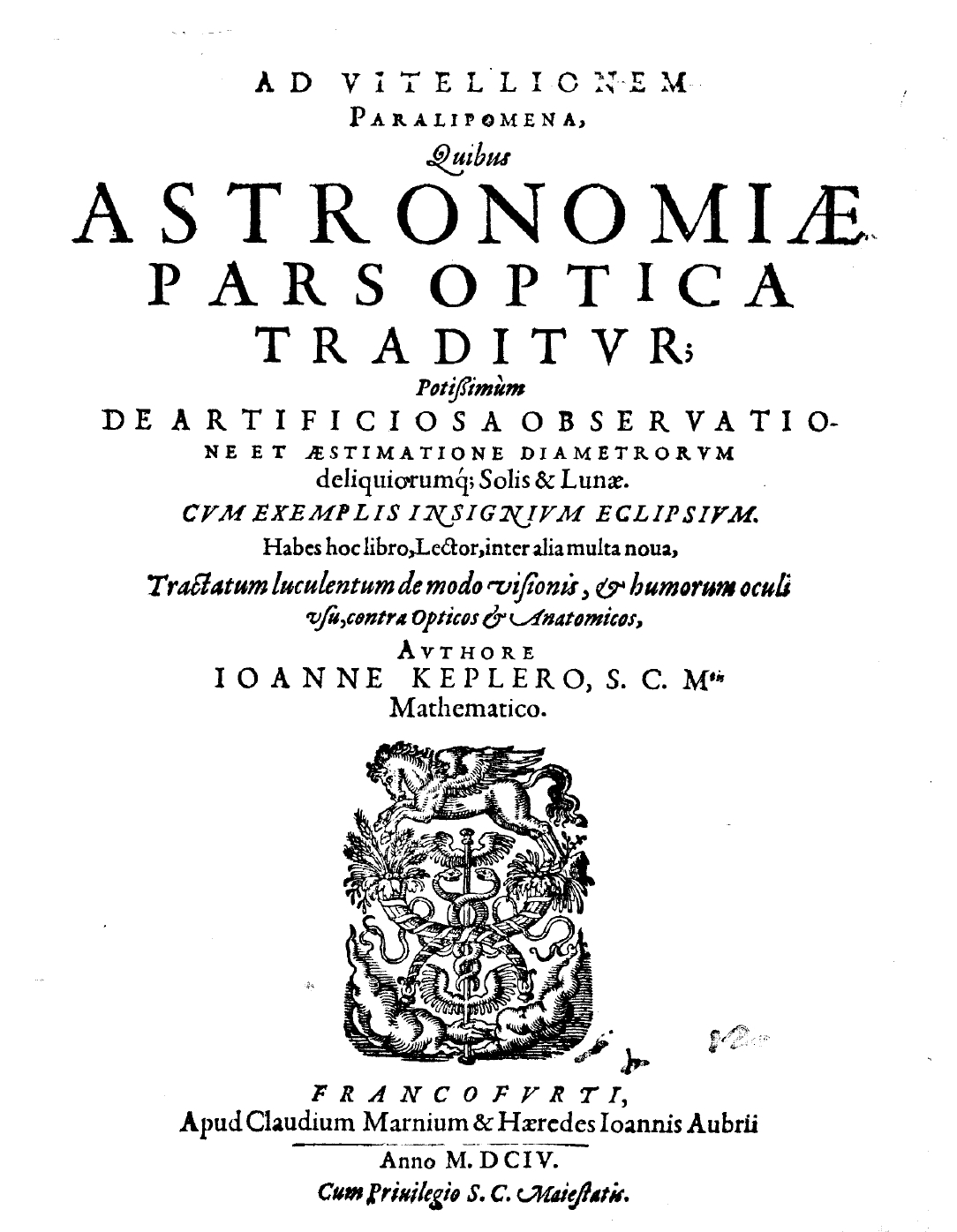
Le premier traité d'optique par Johannes Kepler, Ad Vitellionem paralipomena quibus astronomiae pars optica traditur, 1604

Historiquement, l'optique apparaît dès l'Antiquité, puis est développée par les érudits musulmans dont des Perses. Elle est d'abord géométrique. Ibn al-Haytham (965-1039), scientifique perse, connu par les occidentaux sous le nom d'Alhazen est considéré comme le père de l'optique moderne, de la physique expérimentale et de la méthode scientifique,,,. Une traduction latine d'une partie de ses travaux, le Traité d'optique, a exercé une grande influence sur la science occidentale.
L'optique géométrique propose une analyse de la propagation de la lumière basée sur des principes simples : la propagation rectiligne et le retour inverse. Elle a pu expliquer les phénomènes de la réflexion et de la réfraction. Elle s'est perfectionnée jusqu'au XVIIIe siècle, où la découverte de nouveaux phénomènes, tels que la déformation de la lumière au voisinage d'obstacles ou le dédoublement de la lumière lors de la traversée de certains cristaux, a conduit au XIXe siècle au développement de l'optique physique ou ondulatoire.
L'optique physique considère la lumière comme une onde ; elle prend en compte les phénomènes d'interférence, de diffraction et de polarisation.
Au début du XXe siècle les théories d'Einstein sur la nature corpusculaire de la lumière donneront naissance au photon et à l'optique quantique. Les physiciens sont alors contraints d'admettre que la lumière présente à la fois les propriétés d'une onde et d'un corpuscule. À partir de là, Louis de Broglie considère, au travers de la mécanique ondulatoire, que si le photon peut se comporter comme un corpuscule, alors, à l'inverse, les corpuscules tels que les électrons ou les protons peuvent se comporter comme des ondes.

## Les différentes approches

### Optique géométrique
L'optique géométrique introduite par Alhazen s'est développée sur la base d'observations simples et repose sur deux principes et des lois empiriques :
- la propagation rectiligne dans un milieu homogène et isotrope ;
- le principe du retour inverse qui exprime la réciprocité du trajet lumineux entre source et destination ;
- les lois de Snell-Descartes pour la réflexion et la réfraction.

La résolution des problèmes se fait à l'aide de constructions géométriques (tracés de droites matérialisant les rayons, calculs d'angles), d'où le nom d'optique géométrique. Elle donne de bons résultats tant que l'on ne cherche pas à modéliser des phénomènes liés à la polarisation ou aux interférences et qu'aucune dimension du système n'est comparable ou inférieure à la longueur d'onde de la lumière utilisée.
L'optique géométrique permet de retrouver la quasi-totalité des résultats concernant les miroirs, les dioptres et les lentilles ou leurs combinaisons en doublet et systèmes optiques constituant notamment les instruments d'optique.
De plus, dans le cadre de l'approximation de Gauss, l'optique géométrique donne des relations mathématiques linéaires permettant l'usage d'outils mathématiques tels que les matrices et la systématisation des calculs par ordinateur.

### Optique ondulatoire ou optique physique
Alors que l'optique géométrique est une optique purement phénoménologique et ne fait pas d'hypothèse sur la nature de la lumière, hormis éventuellement qu'elle transporte de l'énergie, l'optique ondulatoire (parfois appelée « optique physique ») modélise la lumière par une onde.
Le modèle de l'onde scalaire (principe de Huygens-Fresnel) permet d'interpréter les phénomènes de diffraction (lors du passage par un trou, une fente étroite, près d'un bord...) et d'interférences. Les calculs reposent alors sur la somme des amplitudes d'ondes sinusoïdales qui se superposent, somme qui, suivant le déphasage, peut conduire à un résultat nul. La superposition de deux faisceaux peut ainsi donner l'obscurité. C'est ce qu'on observe au niveau des zones sombres des figures d'interférence ou de diffraction.
Il faut ensuite considérer qu'il s'agit d'une onde transversale, si l'on veut interpréter les phénomènes de polarisation. Enfin, Maxwell permettra de comprendre que les ondes lumineuses ne sont que des ondes électromagnétiques caractérisées par un domaine de longueurs d'onde qui les rend visibles pour l'homme.
L'optique physique est le nom d'une approximation haute fréquence (petite longueur d'onde) couramment utilisée en optique, en physique appliquée ou en ingénierie électrique. Dans ces contextes, c'est une méthode intermédiaire entre l'optique géométrique, qui ignore les effets ondulatoires, et l'optique ondulatoire qui est une théorie physique exacte.
Cette approximation consiste à utiliser les rayons de l'optique géométrique pour estimer les champs sur une surface puis intégrer ces champs sur toute la surface éclairée pour déterminer les champs transmis et réfléchis.
Dans les domaines optiques et radiofréquences, cette approximation est utilisée pour calculer les effets d'interférences et de polarisation et estimer les effets de diffraction. Comme toutes les approximations hautes fréquences, l'approximation de l'optique physique gagne en pertinence à mesure que l'on travaille avec de hautes fréquences.
La méthode consiste généralement à approcher la densité surfacique de courant électrique {\displaystyle {\vec {J}}} à la surface d'un objet par la densité de courant {\displaystyle {\vec {J}}_{OP}} induite par le champ magnétique incident {\displaystyle {\vec {H}}_{i}}, comme c'est le cas sur un plan métallique infini. C'est pour cela que l'approximation de l'optique physique est parfois appelée « hypothèse du plan tangent ».
La densité de courant électrique au point Q de la surface éclairée est alors calculée par la relation :
{\displaystyle {\vec {J}}_{OP}(Q)=2{\hat {n}}(Q)\times {\vec {H}}_{i}(Q)}
où {\displaystyle {\hat {n}}(Q)} correspond au vecteur normal unitaire extérieur à la surface éclairée. Dans les zones d'ombre (surfaces non-éclairées selon l'hypothèse de l'optique géométrique), la densité de courant est considérée comme nulle. Les champs rayonnés par la surface sont ensuite calculés en intégrant la densité de courant électrique sur la surface éclairée avec des expressions intégrales des équations de Maxwell, par exemple les équations intégrales de Stratton-Chu, de Kottler ou de Franz.
À cause de l'hypothèse effectuée sur la densité de courant électrique à la surface d'un objet, cette approximation est d'autant plus correcte lorsque les objets étudiés sont grands devant la longueur d'onde et avec des surfaces lisses. Pour la même raison, cette densité de courant approchée est inexacte à proximité des discontinuités comme des arêtes ou les frontières entre la zone éclairée et les zones d'ombre. De plus, cette approximation ne rend pas compte des ondes rampantes.

### Optique quantique
Les problèmes liés au rayonnement du corps noir et à l'effet photoélectrique ont amené à considérer que la lumière était composée de paquets d'énergie (licht quanta, en allemand, d'après Einstein).
Plus tard, l'effet Compton a conduit à considérer la lumière comme constituée de particules à part entière : les photons.
Ceux-ci sont caractérisés par une masse nulle, une vitesse égale à c (célérité de la lumière), une énergie {\displaystyle E=h\nu }, où {\displaystyle \nu } est la fréquence de l'onde électromagnétique associée, et une quantité de mouvement {\displaystyle p=\hbar k} avec {\displaystyle \hbar =h/2\pi } où h désigne la constante de Planck et k le vecteur d'onde.
La théorie quantique de l'optique ou optique quantique a été créée pour concilier les deux aspects apparemment incompatibles de la lumière, l'aspect ondulatoire (phénomènes d'interférence, de diffraction…) et l'aspect corpusculaire (effet photoélectrique, émission spontanée…). L'optique quantique est essentiellement une reformulation de l'optique ondulatoire dans laquelle le champ électromagnétique est quantifié.
Avec l'optique quantique on abandonne toute certitude, on raisonne uniquement en termes de probabilités : 
- probabilité qu'un photon soit émis ou absorbé par un atome ;
- probabilité qu'un photon émis par un atome ait une énergie donnée ;
- probabilité qu'un photon se désintègre ;

### Optique des particules chargées
L'optique des particules chargées, optique électronique et optique ionique, correspond à la production d'images à l'aide de faisceaux d'électrons ou d’ions réfractés à l'aide de champs électriques et/ou magnétiques (lentilles magnétiques). Avantages : petitesse des longueurs d'onde associées à ces faisceaux, qui permettent ainsi d'obtenir des pouvoirs de résolution très supérieurs à ceux obtenus avec des instruments utilisant la lumière visible.

### Optique et biologie
La lumière joue un rôle primordial dans le vivant, qui a développé de nombreux moyens de l'utiliser, voire de la produire (bioluminescence).
La bio-optique utilise la lumière et son absorption par le vivant étudier les milieux, aquatiques notamment,,,.
Les écologues et biologistes étudient la manière dont les organismes vivant ont appris au cours de l’évolution à utiliser et manipuler à leur profit l'absorption de lumière (base de la photosynthèse notamment, mais aussi de la vision), la transparence, la diffraction, l'interférence, la réflexion et l'antireflet, la diffusion, la lumière, le guidage optique, et la lentille, le camouflage dynamique, (chez le caméléon, la pieuvre et la seiche notamment) ou encore la bioluminescence...
Ces « solutions » développées par le vivant pour utiliser la lumière (ou en produire via la bioluminescence) intéressent aussi la biomimétique.

## Optique moderne
L'optique moderne englobe les éléments de l'optique (en tant que science mais aussi de l'ingénierie liée) qui sont devenus populaires au cours du XXe siècle. Ces domaines sont typiquement reliés aux propriétés électromagnétiques et quantiques de la lumière mais incluent d'autres sujets. Un sous-champ de l'optique moderne, l'optique quantique, traite spécialement des propriétés quantiques de la lumière. L'optique quantique n'est pas seulement théorique : certains appareils modernes, tels que les lasers, ont des principes opératoires qui relèvent justement de la mécanique quantique. Les détecteurs de lumière, comme les photomultiplicateurs ou les Channeltrons, réagissent à des photons uniques. Des capteurs d'image électroniques, comme les capteurs CCD, manifestent un bruit de grenaille correspondant aux statistiques des bruits de photons individuels. Les diodes électroluminescentes (LED) et les panneaux photovoltaïques, eux aussi, ne pourraient être compris sans la mécanique quantique. Lorsqu'on étudie ces dispositifs, il arrive souvent que l'optique quantique se chevauche avec l’électronique quantique.
Les champs de recherche spécialisée en optique incluent l'étude de l'interaction lumière-matière, mais aussi l'optique non imageante, l'optique non linéaire, l'optique statistique et la radiométrie. En outre, les ingénieurs informatiques ont pris un intérêt dans l'optique intégrée, la vision industrielle, et l'ordinateur optique en tant qu'éléments possibles inclus dans la « prochaine génération » d'ordinateurs.
Les sous-champs éminents de l'ingénierie optique comprennent l'ingénierie d'éclairage, la photonique et l'optoélectronique avec des applications pratiques telles que la conception de lentilles, la fabrication et les tests de composants optiques et le traitement d'image. Certains de ces champs se chevauchent, avec des frontières floues. Une communauté professionnelle des chercheurs en optique non linéaire s'est développée au cours des dernières décennies, en raison des progrès de la technologie laser.

### Lasers

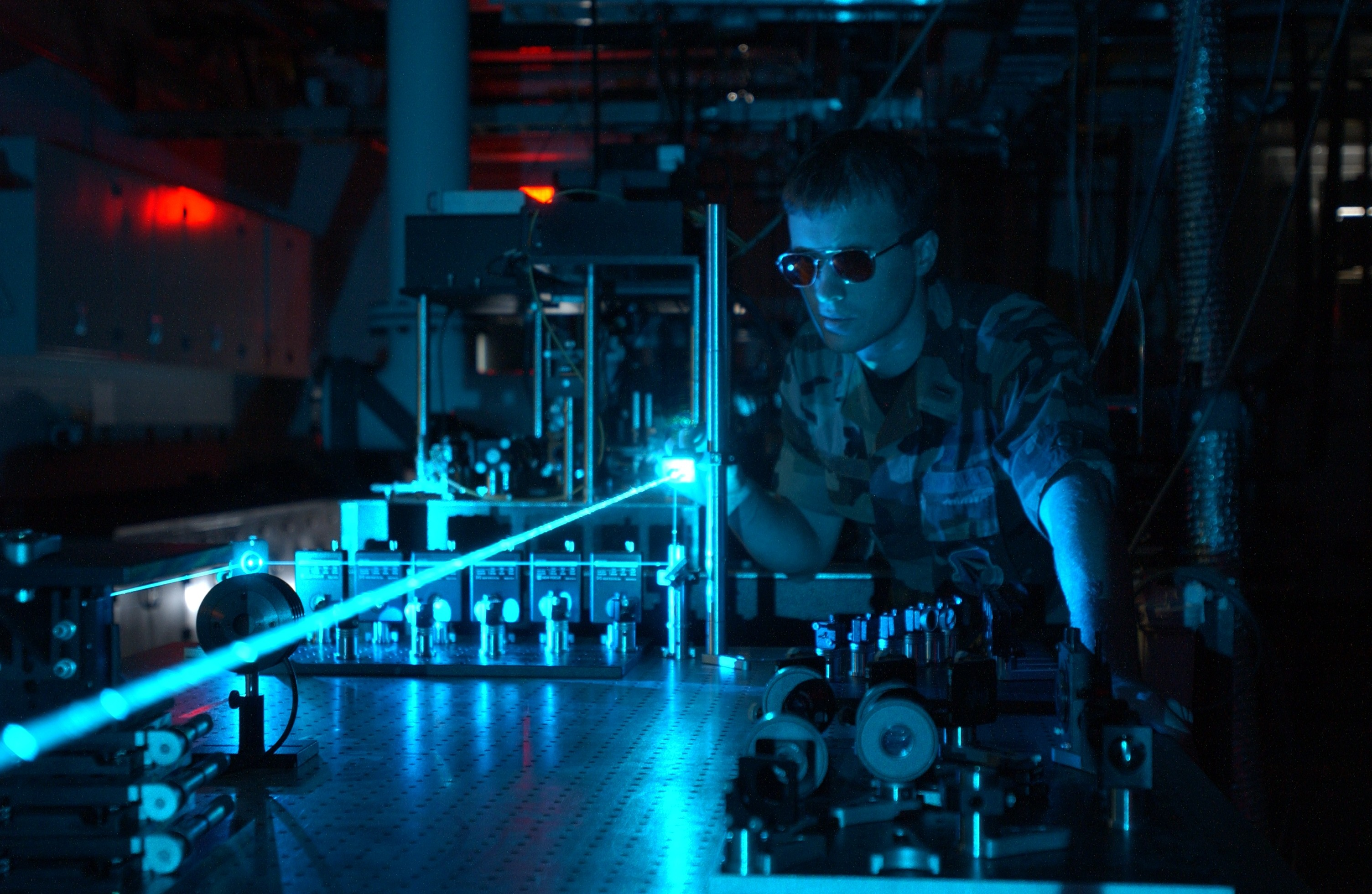
Les expériences comme celle-ci avec des lasers puissants font partie de la recherche moderne en optique.

Un laser est un appareil qui émet de la lumière (rayonnement électromagnétique) par un processus appelé l'émission stimulée. Le terme laser est un acronyme pour Light Amplification by Stimulated Emission of Radiation. La lumière laser est généralement cohérente dans l'espace, c'est-à-dire qu'elle est émise dans un faisceau étroit de faible divergence ou qu'on peut la convertir en un tel faisceau à l'aide de composants optiques tels que des lentilles. Parce que l'équivalent du laser dans le domaine des micro-ondes, le maser, a été développé en premier lieu, des dispositifs qui émettent des fréquences micro-ondes et radio sont généralement appelés masers.

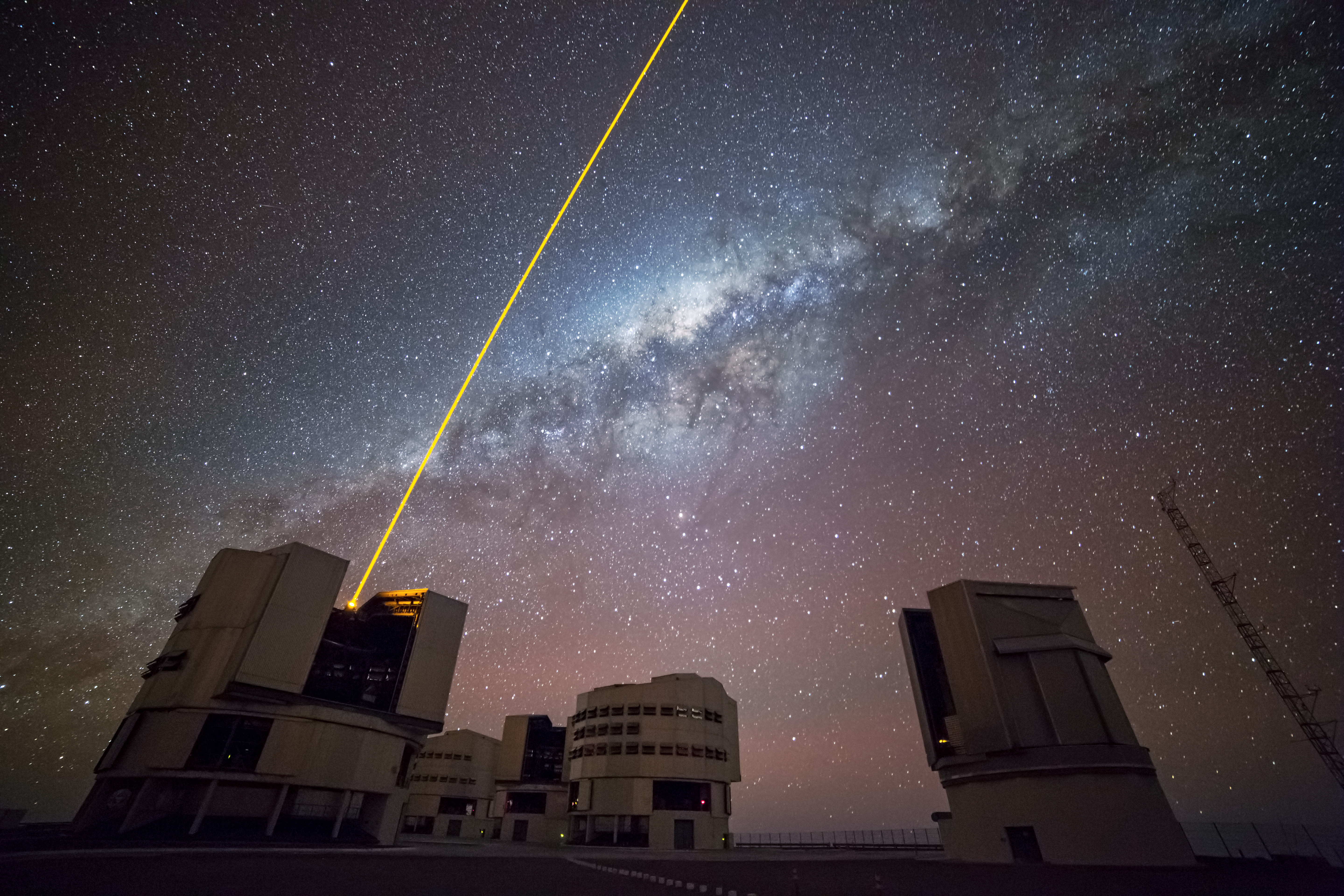
Étoile artificielle créée par un laser à des fins de calibration, au VLT.

Le premier laser fonctionnel a été réalisé le 16 mai 1960 par Théodore Maiman au sein des Hughes Research Laboratories. Lors de leur invention, ils étaient surnommés la « solution à la recherche d'un problème ». Depuis lors, les lasers sont devenus une industrie de plusieurs milliards de dollars, trouvant une utilité dans des milliers d'applications très variées. La première application des lasers visibles dans la vie quotidienne était le scanner de code-barres dans les supermarchés, introduit en 1974. Le C.D. (disque compact) a été le premier dispositif de stockage fonctionnant grâce au laser qui se soit largement diffusé dans les foyers des consommateurs, à partir de 1982. Ces dispositifs de stockage optique utilisent un laser ayant un faisceau de beaucoup moins d'un millimètre de diamètre du spot (environ 1,04 μm) pour balayer la surface du disque, afin de récupérer les données inscrites à sa surface. La communication à fibre optique repose aussi sur les lasers pour transmettre de grandes quantités d'informations à la vitesse de la lumière. D'autres applications courantes de lasers comprennent les imprimantes laser et les pointeurs laser. Ils sont aussi utilisés en médecine dans des domaines tels que la chirurgie oculaire au laser, et dans des applications militaires telles que les systèmes de défense anti-missiles, les contre-mesures électro-optiques (EOCM) et le lidar. Les lasers sont également utilisés dans les hologrammes, la gravure 3D dans du verre, les shows laser et l'épilation au laser.

### Effet Kapitsa-Dirac
L'effet Kapitsa-Dirac (en) provoque la diffraction des faisceaux de particules, résultant de la rencontre entre ondes de lumière stationnaire[réf. nécessaire]. La lumière peut être utilisée pour positionner la matière en utilisant divers phénomènes[évasif].

## Optique appliquée
L'optique et ses domaines d'application peuvent constituer des approches particulières de l'optique. Les restrictions propres au domaine d'application vont modifier la manière d'utiliser les lois de l'optique, les notations, les approximations utilisées, etc.
Non exhaustivement, on retrouve les grands domaines suivants :

### Optique physiologique
L'optique physiologique, définie comme la « science de la vision », fait appel à l'anatomie, pour la disposition matérielle de l'œil ; à la physiologie, pour son fonctionnement ; à la médecine, quant à ses maladies ; aux différentes spécialités de l'optique physique pour la propagation dans le globe oculaire des rayons lumineux ; à la chimie, pour l'étude des colorants et l'élucidation de la conversion de l'énergie lumineuse en influx nerveux ; à la psychologie expérimentale pour l'étude de l'appareil visuel globalement, et à la psychologie cognitive pour l'étude de son éducation, amenant les individus à la capacité de voir.

### Optique photographique
Domaine très similaire à l'optique géométrique, l'optique appliquée à la photographie diffère par sa terminologie et par le fait qu'elle peut lier aussi des notions d'électronique du fait de l'existence d'un capteur dans l'appareil photographique, ou d'une pellicule.
L'optique géométrique demeure un domaine général tournant autour d'une certaine idée de la propagation de la lumière, là où l'optique photographique va s'intéresser de manière très poussée à la qualité de l'image, aux aberrations et à la luminosité, donc inclure des notions importantes de radiométrie.

### Optronique
L'optronique est une technique permettant de mettre en œuvre des équipements ou des systèmes utilisant à la fois l’optique et l'électronique. Elle associe généralement un capteur optique, un système de traitement d’images et un système d’affichage ou de mémorisation.

### Optique atmosphérique
Les propriétés optiques uniques de l'atmosphère provoquent une large gamme de phénomènes optiques spectaculaires. La couleur bleue du ciel est le résultat direct de la diffusion de Rayleigh, qui redirige la lumière du soleil de haute fréquence (bleue) dans le champ de vision de l'observateur. Parce que la lumière bleue est plus facilement dispersée que la lumière rouge, le soleil prend une teinte rougeâtre lorsqu'il est observé dans une atmosphère épaisse, comme au lever ou au coucher du soleil. Des particules supplémentaires dans le ciel peuvent disperser différentes couleurs sous différents angles créant un ciel rougeoyant coloré au crépuscule et à l'aube. La diffusion des cristaux de glace et d'autres particules dans l'atmosphère sont responsables des halos, des rémanences, des couronnes, des rayons du soleil. La variation de ces types de phénomènes est due à différentes tailles de particules et à différentes géométries.
Les mirages sont des phénomènes optiques dans lesquels les rayons lumineux sont courbés en raison des variations thermiques de l'indice de réfraction de l'air, produisant des images déplacées ou fortement déformées d'objets éloignés. D'autres phénomènes optiques associés, incluent l'effet Novaya Zemlya où le soleil semble se lever plus tôt que prévu avec une forme déformée. Une forme spectaculaire de réfraction se produit avec une inversion de température appelée Fata Morgana, où les objets à l'horizon, ou même au-delà de l'horizon, comme les îles, les falaises, les navires ou les icebergs, semblent allongés et élevés.
Les arcs-en-ciel sont le résultat d'une combinaison de réflexion interne et de réfraction dispersive de la lumière dans les gouttes de pluie. Une seule réflexion sur une série de gouttes de pluie, produit un arc-en-ciel avec une taille angulaire sur le ciel qui varie de 40° à 42° avec du rouge à l'extérieur. Les arcs-en-ciel doubles sont produits par deux réflexions internes avec une taille angulaire de 50,5° à 54°, avec du violet à l'extérieur.

#### Thèmes apparentés
- Anaglyphe, stéréogramme
- Anamorphose
- Holographie
- Imagerie lenticulaire
- Lunettes de vue
- Lentilles de contact
- MOEMS
- Ophtalmologie
- Optronique
- Optoélectronique
- Photoacoustique
- Photonique
- Photographie
- Réfractomètre à RTI (Réflexion Totale Interne)
- Stéréoscopie
- Vision, accommodation
- Verre correcteur